# Mongo Santamaría

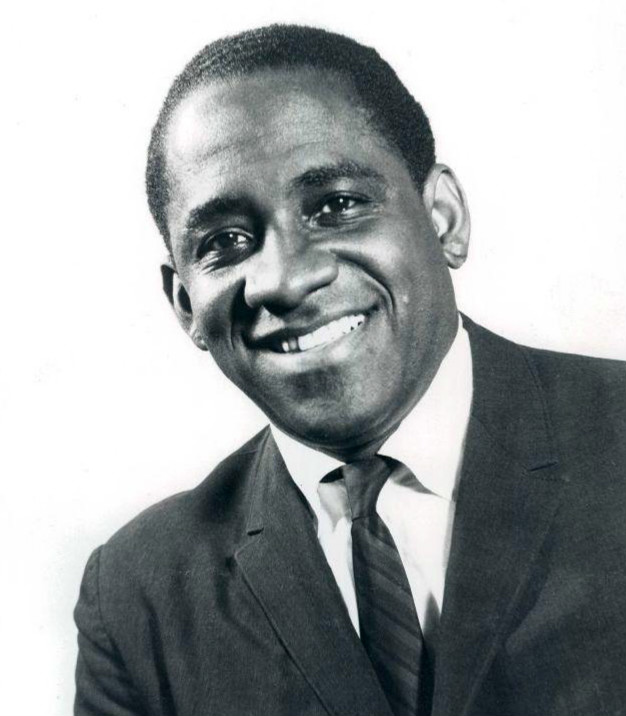
Mongo Santamaría (1969)

Ramón „Mongo“ Santamaría (* 7. April 1922 in Havanna, Kuba als Ramon Santamaría; † 1. Februar 2003 in Miami) war ein kubanisch-US-amerikanischer Perkussionist. Er gilt als eine Vaterfigur des Afro Cuban Jazz.

## Leben und Wirken
Santamaría wuchs in einem Armenviertel auf. Nach anfänglichem Violinunterricht wechselte er zunächst zum Schlagzeug und später zur Conga und anderen Perkussionsinstrumenten. Schon früh verließ er die Schule, um sich in der lokalen Szene Havannas einen Namen zu machen. Im Jahr 1948 spielte er in Mexico bei Perez Prado, mit dem er zwei Jahre später nach New York zog, wo er weiterhin mit Größen der ersten Latin-Bigbands Jazz und Salsa spielte, wie z. B. mit Tito Puente Alberto Socarras, Dizzy Gillespie (1954) und später mit den Fania All Stars. In den Jahren 1957 bis 1960 arbeitete er an der Westküste mit Cal Tjader. 1958 nahm er sein Plattendebüt Yambu auf, gefolgt von Mongo (1959). Der von ihm komponierte und auf Mongo enthaltene Jazzstandard „Afro Blue“ wurde unter anderem von John Coltrane interpretiert. Für seine Interpretation von Herbie Hancocks Watermelon Man im Jahr 1963, mit der er Platz drei der Adult Contemporary- und Platz zehn der Pop-Charts erreichte, wurde er 1998 in die Grammy Hall of Fame aufgenommen. 1977 wurde er für sein Album Dawn mit einem Grammy ausgezeichnet. Im Jahr darauf gab er in Havanna ein Konzert, bei dem kubanische Musiker mitspielten, und brach auf musikalischem Gebiet das Eis, das politisch zwischen dem kommunistischen Kuba Fidel Castros und den USA herrschte. 1980 spielte er beim Montreux Jazz Festival zusammen mit Dizzy Gillespie und Toots Thielemans. 1982 nahm er im Rahmen des West-Berliner Festivals Horizonte-Festival der Weltkulturen (Nr. 2, 1982) an einem großen Salsa-Konzert in der Berliner Waldbühne teil.
In den letzten beiden Jahrzehnten spielte er verstärkt Alben mit afrokubanischer Musik und Jazz ein, mit denen er allerdings nicht an seine kommerziellen Erfolge anknüpfen konnte.
Sein Neffe, der Percussionist Roberto Santamaria, führt die musikalische Tradition seines Onkels fort.

## Diskografie (Auswahl)
- „Tambores y Cantos“ (1955)
- „Mongo“ (1959)
- „Mongo en La Habana“ (1960) mit Carlos Embale und Merceditas Valdés
- „Sabroso“ (1960) – mit Tresero und Komponist Andrés Echeverría
- „Mongo's Way“ (1971) – mit Armando Peraza
- „Up from the Roots“ (1972)
- „Amanecer“ (1977) – gewann einen Grammy
- „Red Hot“ (1979)
- „Summertime“ (1981)
- „Mambo Mongo“ (1993)
- „Mongo Returns“ (1995)
- „Conga Blue“ (1995)
- „Come on Home“ (1997)

## Lexigrafische Einträge
- Richard Cook: Jazz Encyclopedia London 2007, ISBN 978-0-14-102646-6.
- Wolf Kampmann (Hrsg.), unter Mitarbeit von Ekkehard Jost: Reclams Jazzlexikon. Reclam, Stuttgart 2003, ISBN 3-15-010528-5.